# Ґеник-Березовський Юліан Михайлович
Юліан Михайлович Ґеник-Березовський (нар. 20 червня 1906, Люча — пом. 16 листопада 1952, Торонто) — український мовознавець. Професор кафедри української мови Яґеллонського університету в Кракові. Належить до Березунів (вихідців з чотирьох сусідніх сіл Березовів)

## Життєпис
Народився у родині Березунів (з с.Нижній Березів) у селі Люча (тепер Косівського району).
Закінчив Яґеллонський університет у Кракові (1933), захистив праці «Гуцульський говір». Згодом захистився по темі «Мова Василя Стефаника» (1939).
Разом з професором Іваном Зілинським організував значну наукову експедицію до Гуцульщини.
Під час наступу сталінських військ 1944 евакуювався до Німеччини. Працював в університеті міста Ґрац (1947), а згодом отримав дозвіл на еміграцію до Канади, де влаштувався викладачем університету Торонто (1948). Там викладав українську та польську мови.

### Сім’я
Одружився з Мирославою Ковальскою. Разом мали дочку Ганусю.